# Чедвик, Джон
Джон Чедвик (англ. John Chadwick; 21 мая 1920, Ричмонд-апон-Темс, Лондон, Великобритания — 24 ноября 1998, Великобритания) — британский лингвист, специалист по древнегреческому языку, завершивший дешифровку критского линейного письма Б, которую начал Майкл Вентрис.

## Ранние годы
Получил образование в лондонской Школе Сент-Пол и кембриджском Колледже тела Христова. Служил офицером в ВМС Великобритании во время Второй мировой войны. Изучил японский язык и работал над дешифровкой кодированных японских радиосообщений.
Участвовал в редколлегии «Классического оксфордского словаря» (англ. Oxford Classical Dictionary) до того, как стал преподавателем в Кембридже в 1952 году.

## Линейное письмо Б
В том же году Чедвик услышал радиопередачу, в которой Майкл Вентрис излагал предварительные результаты дешифровки критского линейного письма Б. Вентрис пришёл к выводу, что надписи могут скрывать раннюю форму греческого языка, но посетовал на недостаточное владение древнегреческим языком и обратился за помощью к профессионалам. В тот же день Чедвик связался с ним и принял участие в работе над дешифровкой.
Заслуга Чедвика состоит в реконструкции грамматики (морфологии и фонетики) микенского диалекта древнегреческого языка, что позволило уточнить чтение ряда знаков. Он продолжил работу над дешифровкой после смерти Вентриса в 1956 году. Результаты были опубликованы в книгах Documents in Mycenean Greek (1956), The Decipherment of Linear B (1958, перевод на русский — 1976) и Documents in Mycenean Greek (1978). В сотрудничестве с Э. Беннеттом подготовил к изданию корпус надписей Линейного письма Б.
Ушёл в отставку в 1984 году, однако продолжал научную деятельность до самой смерти.

## Публикации
- Chadwick, John. The Decipherment of Linear B. — 2nd ed.. — Cambridge UP, 1990. — ISBN 0-521-39830-4.
- Chadwick, John. The Mycenaean World. — Cambridge UP, 1976. — ISBN 0-521-29037-6.
- Ventris, Michael; Chadwick, John. Documents in Mycenaean Greek. — 2nd ed.. — Cambridge UP, 1974. — ISBN 0-521-08558-6.
- Чэдуик, Джон, Дешифровка линейного письма Б в сборнике «Тайны древних письмён. Проблемы дешифровки». М. 1976.